# Michael Frater
Michael Frater (* 6. října 1982, Manchester Parish) je jamajský atlet, závodící na sprinterských tratích. V éře svých legendárních krajanů Usaina Bolta a Asafy Powella nemá obvykle šanci vítězit, přesto patří ke světové špičce. Při výšce 170 cm a hmotnosti 67 kg je jedním z nejmenších sprinterů ve světové špičce. Ve štafetě na 4 × 100 metrů z roku 2008 běžel 2. úsek za 9,01 s. Pro doping Nesty Cartera však nejde o vítězný závod. Dne 4. září 2011 na MS v Tegu tento výkon spolu s Boltem, Blakem a Carterem vylepšil na 37,04 s.

## Osobní rekordy
Dráha
- 60 m (hala) – 6,64 s – 1. březen 2002, Ames
- 100 m – 9,97 s – 16. srpen 2008, Peking
- 200 m – 20,63 s – 9. květen 2002, Louisville
- Běh na 4 × 100 metrů – 36,84 s (LOH 2012, Londýn)  (Současný světový rekord)

## Kariéra

### LOH 2008
Na Letních olympijských hrách 2008 v Pekingu byl ve finále členem štafety na 4 × 100 metrů, která zaběhla původní světový rekord, jehož hodnota byla 37,10 s. Závod rozbíhal Nesta Carter, později odhalen jako dopingový hříšník, který předával štafetový kolík Michaelu Fraterovi. Třetí úsek běžel Usain Bolt a finišmanem byl Asafa Powell.

### LOH 2012
Na Letních olympijských hrách 2012 v Londýně byl ve finále členem štafety na 4 × 100 metrů, která zaběhla nový světový rekord, jehož hodnota je 36,84 s. Závod rozbíhal Nesta Carter, který předával štafetový kolík Michaelu Fraterovi. Třetí úsek běžel Yohan Blake a finišmanem byl Usain Bolt.

## Vyznamenání
- důstojník Řádu distinkce – Jamajka, 2008[1]